# Fundació Pro Vida de Catalunya
La Fundació Pro Vida de Catalunya (FPVC) és una fundació catalana, creada l'any 1987 a Barcelona i vinculada al moviment pro-vida. Té per objectiu fomentar i desenvolupar el respecte a la vida humana i la defensa i ajuda als drets humans des de la concepció fins a la mort natural. A data de febrer de 2019, la seva directora és Sandra Ruffini, si bé l'any 2011 n'estigué al càrrec Esperanza Coll.

## Història
La fundació es constituí l'1 de gener de 1987, de la mà de Glòria Amat, Maria Assumpta Bueno, Lluís Burgués, Helena Cambó, Victòria Cardona, Ramon Casals, Esperanza Coll, Magí Feixa, Joan Gaspart, Montserrat Rutllant, Dolors Voltas, Montserrat Kirchner, María Dolores López-Rodó, Montserrat Raventós i Mercè Roca, així com la participació d'un bon nombre de famílies catalanes.
Des del 29 de juny de 1987 es troba inscrita al Registre de Fundacions i Associacions de Catalunya, amb el número 310, i al Registre d'Entitats, Serveis i Establiments Socials (RESES) de la Generalitat de Catalunya, amb el número de servei S07097. Per tal de ser reconeguda en el sistema d'identificació tributària disposa del número d'identificació fiscal (NIF) G58388125.
Al llarg de la seva trajectòria ha assistit a materialitzar la maternitat de més de 7300 dones, que en nombroses ocasions pateixen dificultats socials i econòmiques. Paral·lelament ha invertit temps i esforços en la divulgació pedagògica dels seus valors en el jovent.
El 22 de novembre de 2018, la Candidatura d'Unitat Popular (CUP) de Barcelona exposà en roda de premsa la presentació, al Ple de ciutat de l'endemà, d'una moció per tal d'aturar les derivacions que l'Ajuntament feia a la Fundació, de dones que acudien a serveis socials, quantificades per l'Observatori de Drets Sexuals i Reproductius en un 25% del total d'usuàries. El motiu de la proposta fou que l'entitat privada «està en contra de l'avortament lliure i gratuït i per tant, en contra del dret a decidir de les dones». Al Ple del 23 de novembre, s'aprovà la moció tot reclamant l'obertura d'un expedient informatiu sobre la derivació de dones gestants des dels serveis socials de l'Ajuntament a la Fundació, amb els vots a favor de Barcelona en Comú, Esquerra Republicana de Catalunya, la pròpia CUP i el regidor no adscrit Juanjo Puigcorbé; el vot en contra del Partit Demòcrata Europeu Català i el Partit Popular; mentre que Ciutadans, Partit dels Socialistes de Catalunya i el regidor no adscrit Gerard Ardanuy s'abstingueren.

## Patronat
A data de 10 de novembre de 2011 el patronat està conformat per:
- Montserrat Raventós i Espona (presidenta)
- Montserrat Rutllant i Bañeres (vicepresidenta)
- Magí Feixa i Puig (secretari)
- Enriqueta Pich i Giona (tresorera)
- Montserrat Serrallonga i Sivilla (vicesecretària)
- Isabel Joly i Amat (auditora de comptes)
- Helena Cambó i Mallol (vocal)
- Victòria Cardona i Romeu (vocal)
- Ramon Casals i Lamarca (vocal)
- Ana Doria Martínez de Salinas (vocal)
- Dolors Voltas i Baró (vocal)
- Montserrat Kirchner i Colom (vocal)
- Josep M. Alsina i Roca (vocal)
- Josep M. Feliu i Vilaseca (vocal)